# 黃溍
黃溍（1277年—1357年），字文晋，又字晋卿。婺州义乌（今浙江义乌市，位金华市东北）人。元代文学家。

## 生平
黃昉的九世孫。父黄铸，母童氏。黄溍為儒户出身，入邑庠就学。二十歲西游钱塘，师从王炎澤、劉應龜、方鳳、石一鰲等。大德五年（1301年），好友葉審言舉薦為教官。仁宗延祐二年（1315年）舉進士，以《太极赋》驰名，初授台州宁海（今浙江宁海县）县丞。历任翰林应奉文字、江浙等地儒学提举。官至侍讲学士。黃溍文思敏捷，才华横溢，“文辭布置謹嚴，援據精切”，钱基博称其诗歌“不苏不黄，超绝町畦”。與虞集、揭傒斯、柳貫等號為“儒林四傑”。是浙东金华学派代表人物，有弟子宋濂、王袆等人。宋濂說他所作“一本乎六艺，而以羽翼圣道为先务。”黃溍與佛教亦有淵源，晚年喜为浮屠。至正十七年（1357年）卒。谥文献。著有《日损斋稿》《日损斋笔记》等。有《金华黄先生文集》四十三卷傳世。《宋元学案》将黄溍收入《龙川学案》及《沧州诸儒学案》。

## 延伸阅读
[在维基数据编辑]
 《元史·卷181》，出自宋濂《元史》
 《新元史/卷206》，出自柯劭忞《新元史》
 在维基共享资源阅览影像